# Sauropus assimilis
Sauropus assimilis là một loài thực vật có hoa trong họ Diệp hạ châu. Loài này được Thwaites miêu tả khoa học đầu tiên năm 1861.